# Johannes V. Jensen
Johannes Vilhelm Jensen, född 20 januari 1873 i Farsø, död 25 november 1950 i Köpenhamn, var en dansk författare som erhöll Nobelpriset i litteratur 1944. Han var bror till författaren Thit Jensen.

## Biografi
Jensen var av bondesläkt från Himmerland på Jylland. Han blev student 1893 och började studera medicin men avbröt 1895 studierna för att bli författare. 1895–1898 skrev Jensen under pseudonymen ”Ivar Lykke” tio underhållningsromaner för veckotidningen Revuen. 1896 debuterade han med romanen Danskere, 1898 följd av Einar Elkjær. Båda romanerna är skildringar av en nervös och uppriven ungdom, i en på samma gång överkänslig och brutal stil. Med sin första novellsamling Himmerlandshistorier (1898, flera senare samlingar fram till 1926) slog Jensen igenom som novellist. Hans genombrott som romanförfattare blev Kungens fall (3 band, 1899–1902). Från vistelser i London och Paris stammar resenovellerna i Intermezzo (1899). I Den gotiske Renæssance (1901) tog Jensen till orda för en ”den jyske Bevægelse”, ett slags pangermanistiskt självförhärligande av den nordiska rasen, vilket hade sin bakgrund i Jensens resor till Spanien och Paris. 1902 begav han sig till Indien, Kina och Japan och besökte under återresan Amerika. Sina intressanta men högst ovetenskapliga rasteorier lade han fram i en rad volymer. Bland annat var han en oförtruten förkunnare av darwinismen uppfattad som en religion och ersättare för den kristna tron.
Som Jensens främsta arbete brukar hans romanserie Den lange rejse (6 band, 1908–21) betraktas. Här skildras den nordiska folkstammen från dess primitiva lyckoår i tropisk miljö genom istiden, stenåldern, vikingatiden fram till Columbus upptäckt av Amerika. I Madame D’Ora (1904, dramatiserad 1921 som Sangerinden) och Hjulet (1905) tecknade Jensen bilder ur det moderna livet i USA. I mindre format men präglade av en oförgänglig stilkonst är hans Myter (6 band, 1907–32), livsbilder öppnande perspektiv mot tidens och rummets oändlighet. Bland hans dikter, som på sin tid räknades till de yppersta i dansk litteratur, märks samlingarna Digte”' (1906 och 1921),”Aarstiderne (1923), Aarets Højtider (1925). 1929 blev Jensen filosofie hedersdoktor vid Lunds universitet.
Jensen arbetade som tidningskorrespondent i olika europeiska länder. 1901–1902 reste han jorden runt. 
På 1920-talet kom han att spela rollen som mecenat åt den sedermera store författaren Aksel Sandemose och hjälpte honom bland annat att knyta förlagskontakter med Gyldendals.